# Fashion Row
Fashion Row is een Amerikaanse dramafilm uit 1923 onder regie van Robert Z. Leonard. Destijds werd de film in Nederland uitgebracht onder de titel Russisch bloed.

## Verhaal
De twee Russische boerenzusjes Farinova slaan op de vlucht voor de revolutie en emigreren naar de Verenigde Staten. Olga Farinova doet zich voor als een prinses, wordt een bekende actrice en trouwt met de zoon van een miljonair. Ze verstoot haar zus Zita, die in armoede leeft. Als Olga wordt neergeschoten door een afgewezen vrijer, wordt Zita opgenomen in de schoonfamilie van haar zus.

## Rolverdeling
| Acteur            | Personage            |
| ----------------- | -------------------- |
| Mae Murray        | Olga Farinova / Zita |
| Earle Foxe        | James Morton         |
| Freeman Wood      | Eric Van Corland     |
| Mathilde Brundage | Mevrouw Van Corland  |
| Elmo Lincoln      | Kaminoff             |
| Sidney Franklin   | Papa Levitzky        |
| Rosa Rosanova     | Mama Levitzky        |
| Craig Biddle jr.  | Persagent            |